# Capromys gundlachianus
Capromys gundlachianus é uma espécie de roedor da família Capromyidae. Endêmica de Cuba, onde é encontrada na região de Cayo Bahía de Cádiz no Arquipélago de Sabana, incluindo os Cayo Fragoso, Cayo Santa María, Cayo Guillermo, e Cayo Patabán. Foi extirpado de Cayo las Brujas. Originalmente descrito como subespécie do Capromys pilorides, foi experimentalmente elevado a espécie por causa de uma sequência divergente dum espécimen de Cayo Ballenato del Medio (Woods et al., 2001), entretanto, esta localidade está fora da distribuição conhecida do gundlachianus.